# We Shall Overcome: The Seeger Sessions
We Shall Overcome: The Seeger Sessions  ist ein Album, das Bruce Springsteen mit der Seeger Sessions Band aufgenommen und 2006 unter Columbia Records veröffentlicht hat.

## Allgemeines
1997 nahm Bruce Springsteen den Song We Shall Overcome für eine Tributplatte für Pete Seeger auf, aber wie er selbst in den Linernotes schrieb:
„Aufgewachsen als Kind des Rock ’n’ Roll wusste ich nicht viel über Petes Musik oder die Größe seines Einflusses.“
So kaufte er sich einige Alben und war überwältigt. Durch Soozie Tyrell, der Geigenspielerin der E Street Band, lernte er bei einer Gartenparty auf seinem Anwesen einige Musiker aus New York City kennen, darunter auch einige, die bereits auf dem Tributalbum mitmachten und 1997, 2005 und 2006 kam es zu drei jeweils eintägigen Sessions im Wohnzimmer von Springsteens Farmhaus. Man kann die Aufnahmen als Liveaufnahmen bezeichnen, da die Aufnahmen ohne Proben stattfanden und man Springsteen hören kann, wie er Namen der Musiker oder neue Instrumentengruppen ansagt. Das Album ist das erste von Springsteen, das ausschließlich aus Covermaterial besteht und unterscheidet sich nicht nur von Springsteens bisherigem Werk, sondern es gibt auch Unterschiede zu den Aufnahmen der Songs, die Pete Seeger selbst gemacht hat. Während Seeger seine Lieder meist einfach instrumentiert spielt, sind Springsteens Arrangements üppiger. Die Auswahl umfasst Work Songs, Spirituals und Protestlieder, es ist möglich, das Album und die Liedauswahl als Springsteens subtilen Kommentar zum Zustand Amerikas zu sehen.
In den Vereinigten Staaten wurde das Album auf DualDisc veröffentlicht, deren eine Seite die CD enthält, auf der zweiten den Film über die Aufnahmen und das Album in  PCM Stereo. In Europa enthält das Album eine CD mit dem Album und eine DVD mit dem Film. Neben der CD Ausgabe gibt es das Album auch als Langspielplatte. Dem Album liegt ein Booklet mit den Linernotes von Bruce Springsteen bei, ebenso enthält es die Texte und Anmerkungen zu den einzelnen Songs. Die Liveband auf der folgenden Welttournee bestand aus 18 Personen.
Das Album erreichte in den Billboard Top 200 Platz 3.

## Titelliste

### CD
1. Old Dan Tucker – 2:31
2. Jesse James – 3:47
3. Mrs. McGrath – 4:19
4. O Mary Don’t You Weep – 6:04
5. John Henry – 5:07
6. Erie Canal – 4:03
7. Jacob’s Ladder – 4:28
8. My Oklahoma Home – 6:03
9. Eyes on the Prize – 5:16
10. Shenandoah – 4:52
11. Pay Me My Money Down – 4:32
12. We Shall Overcome – 4:53
13. Froggie Went A-Courtin' – 4:33

### DualDiscExtratitel
1. Buffalo Gals – 3:12
2. How Can I Keep from Singing? – 2:20

### American Land EditionExtratitel
1. Buffalo Gals – 3:12
2. How Can I Keep from Singing? – 2:20
3. How Can a Poor Man Stand Such Times and Live? – 3:23
4. Bring Em Home – 3:36
5. American Land – 4:44

### DVD
Die DVD enthält ein 40-minütiges Video (Regie: Thom Zimny) über die Aufnahmen der CD mit Kommentaren der Künstler sowie vier Livetourvideos von How Can A Poor Man..., Bring `Em Home, American Land und Pay Me My Money Down.

## Kritik
- Rolling Stone: „These big-band treatments combine Dixieland brass, cantina accordions and barn-dance fiddles [...]“ („Diese Big Band kombiniert Dixilandbläser, Cantina Akkordeon und Geigen vom Tanz in der Scheune [...]“)
- Entertainment Weekly: “He isn't afraid to mix in some merriment with the message.” („Er fürchtet sich nicht davor, Fröhlichkeit in die Botschaft zu mixen.“)
- Q: “It's good to hear Springsteen with the pressure off, tapping deep into the bedrock of American music and singing and playing for the sheer joy of it.” („Es ist gut, Springsteen ohne Druck zu hören, wie er tief ins Urgestein amerikanischer Musik eintaucht, spielt und singt aus purer Freude daran.“)
- Q: “It proved to be a rip-roaring masterstroke.” („Es erweist sich als tolles Meisterwerk.“)
- Mojo: “[...] this is a Springsteen as you've never heard him before [...]” („[...] das ist ein Springsteen, wie Sie ihn noch nie gehört haben [...]“)[4]

## Auszeichnungen
- Grammy: 2007 Best Traditional Folk Album
- Rang 29 Rolling Stone „The Top 50 Albums Of 2006“
- Rang 16 Q Magazine „100 Greatest Albums of 2006“[4]